# Carrie Birge
Carrie Birge (ur. 26 marca 1981) – amerykańska zapaśniczka walcząca w stylu wolnym. Czwarta w Pucharze Świata w 2001. Szósta na MŚ juniorów w 2000 roku.